# Шейд Тауншип (округ Сомерсет, Пенсільванія)
Шейд Тауншип (англ. Shade Township) — селище (англ. township) в США, в окрузі Сомерсет штату Пенсільванія. Населення — 2455 осіб (2020).

## Демографія
Згідно з переписом 2010 року, у селищі мешкали 2774 особи в 1173 домогосподарствах у складі 801 родини. Було 1325 помешкань
Расовий склад населення:
| - 98,9 % — білих - 0,1 % — чорних або афроамериканців - 0,1 % — азіатів |

До двох чи більше рас належало 0,8 %. Частка іспаномовних становила 0,4 % від усіх жителів.
За віковим діапазоном населення розподілялося таким чином: 20,3 % — особи молодші 18 років, 60,3 % — особи у віці 18—64 років, 19,4 % — особи у віці 65 років та старші. Медіана віку мешканця становила 45,4 року. На 100 осіб жіночої статі у селищі припадало 99,3 чоловіків;  на 100 жінок у віці від 18 років та старших — 99,5 чоловіків також старших 18 років.
Середній дохід на одне домашнє господарство  становив 53 068 доларів США (медіана — 42 096), а середній дохід на одну сім'ю — 64 703 долари (медіана — 53 665). Медіана доходів становила 37 009 доларів для чоловіків та 28 000 доларів для жінок. За межею бідності перебувало 8,8 % осіб, у тому числі 10,6 % дітей у віці до 18 років та 9,5 % осіб у віці 65 років та старших.
Цивільне працевлаштоване населення становило 1213 осіб. Основні галузі зайнятості: освіта, охорона здоров'я та соціальна допомога — 22,8 %, роздрібна торгівля — 18,1 %, виробництво — 13,4 %.